# Бабаево (Калтасинский район)
Баба́ево (баш. Бабай) — деревня в Калтасинском районе Республики Башкортостан Российской Федерации. Входит в состав  Калмиябашевского сельсовета.

## География

### Географическое положение
Расстояние до:
- районного центра (Калтасы): 25 км,
- центра сельсовета (Калмиябаш): 8 км,
- ближайшей ж/д станции (Янаул): 55 км.

## История
Деревня основана марийцами на территории Осинской дороги, известна с 1631 г. В 1795 г. проживало 76 чел., в 1865 г. в 49 дворах — 292 человека. Занимались земледелием, скотоводством. В 1906 г. зафиксированы земская школа, бакалейная лавка.

## Население
| 2002 | 2009 | 2010 |
| ---- | ---- | ---- |
| 387  | ↗418 | ↘336 |

Национальный состав
Согласно переписи 2002 года, преобладающая национальность — марийцы (97 %).